# Ѝ
I z akcentem (Ѝ ѝ; italics: Ѝ ѝ) jest zazwyczaj przypisywana dźwiękowi [i]. Wariant ten jest używany, aby zaakcentować literę "и" w niektórych alfabetach używających cyrylicy, ale żaden z alfabetów nie uznaje jej za osobną literę, czy to nowożytny, czy archaiczny.

## Języki południowosłowiańskie

### Języki bułgarski i macedoński
Litera "ѝ" zazwyczaj jest używana w językach bułgarskim i macedońskim, aby odróżnić krótką formę dopełnienia pośredniego "ѝ" ( „jej”) od spójnika "и" ( „i”, „również”) lub, rzadziej, do zapobiegać niejasności w innych podobnych przypadkach. Jeśli nie jest dostępny, znak "ѝ" jest często zastępowany zwykłym "и" (niezalecanym, ale nadal poprawnym ortograficznie) lub w języku bułgarskim literą "й" (formalnie uważany za błąd ortograficzny).

### Język cerkiewnosłowiański
Od XVII wieku we współczesnej rosyjskiej rewizji Cerkiewnosłowiańskiej "ѝ" i każde inne samogłoski ze znakiem diakrytycznym w postaci akcentu ostrego (ukośnej kreski), jest po prostu kolejnym ortograficznym wariantem tej samej litery z ostrym akcentem używanym na końcu słowa.

### Język serbski
"Ѝ" (podobnie jak inne samogłoski z akcentem ostrym, grawisowym, daszkiem lub podwójnym grawisem) można opcjonalnie użyć w tekstach serbskich, aby pokazać jeden z czterech możliwych tonów sylaby akcentowanej. W przypadkach takich jak приѝкупити („zbierać”) kontra прику́пити („kupić więcej”) lub ѝskup („odkupienie” „okup”) vs. и̏skup ('spotkanie'), użycie znaków diakrytycznych może również zapobiec niejasności. W alfabecie łacińskim serbsko-chorwackim (Gajewica) wszystkie znaki akcentu/tonu są takie same: cyrylica "Ѝ" odpowiada łacinie "ì" itd.

## Języki wschodniosłowiańskie
"Ѝ" i każdą inną samogłoskę z ostrym akcentem można znaleźć w starszych książkach rosyjskich i ukraińskich jako akcentowane warianty samogłosek regularnych (bez akcentu) aż do początku XX wieku, jak rosyjskie вѝна („wina”) kontra вина̀ („wina”). Ostatnio typografie wschodniosłowiańskie zaczęły używać akcentu ostrego (ви́на) zamiast akcentu grawisowego (вина́) do oznaczania akcentu.
Akcenty są opcjonalne w językach wschodniosłowiańskich i są regularnie używane tylko w specjalnych książkach, takich jak słowniki, podręczniki lub podręczniki dla obcokrajowców, ponieważ akcent jest bardzo nieprzewidywalny we wszystkich trzech językach. Jednak w tekstach ogólnych znaki akcentu są rzadko używane, a to głównie w celu zapobieżenia niejednoznaczności lub pokazania wymowy słów obcych.
Niektóre współczesne słowniki rosyjskie używają akcentu grawisu do oznaczenia drugorzędnego akcentu w słowach złożonych, z ostrym akcentem dla głównego akcentu, jak жѝзнеспосо́бный [ˌʐɨzʲnʲɪspɐˈsobnɨj] („żywy”) (od жизнь [ˈʐɨzʲnʲ] „życie” i способный [ 'zdolny').

## Kodowanie
| Znak                   | ѝ                                    | ѝ                                    | Ѝ                                  | Ѝ                                  |
| ---------------------- | ------------------------------------ | ------------------------------------ | ---------------------------------- | ---------------------------------- |
| Nazwa w Unikodzie      | CYRILLIC CAPITAL LETTER I WITH GRAVE | CYRILLIC CAPITAL LETTER I WITH GRAVE | CYRILLIC SMALL LETTER I WITH GRAVE | CYRILLIC SMALL LETTER I WITH GRAVE |
| Kodowanie              | dziesiątkowo                         | szesnastkowo                         | dziesiątkowo                       | szesnastkowo                       |
| Unicode                | 1117                                 | U+045D                               | 1037                               | U+040D                             |
| UTF-8                  | 209 157                              | d1 9d                                | 208 141                            | d0 8d                              |
| Odwołania znakowe SGML | &#1117;                              | &#x045D;                             | &#1037;                            | &#x040D;                           |